# 스피오(행성)

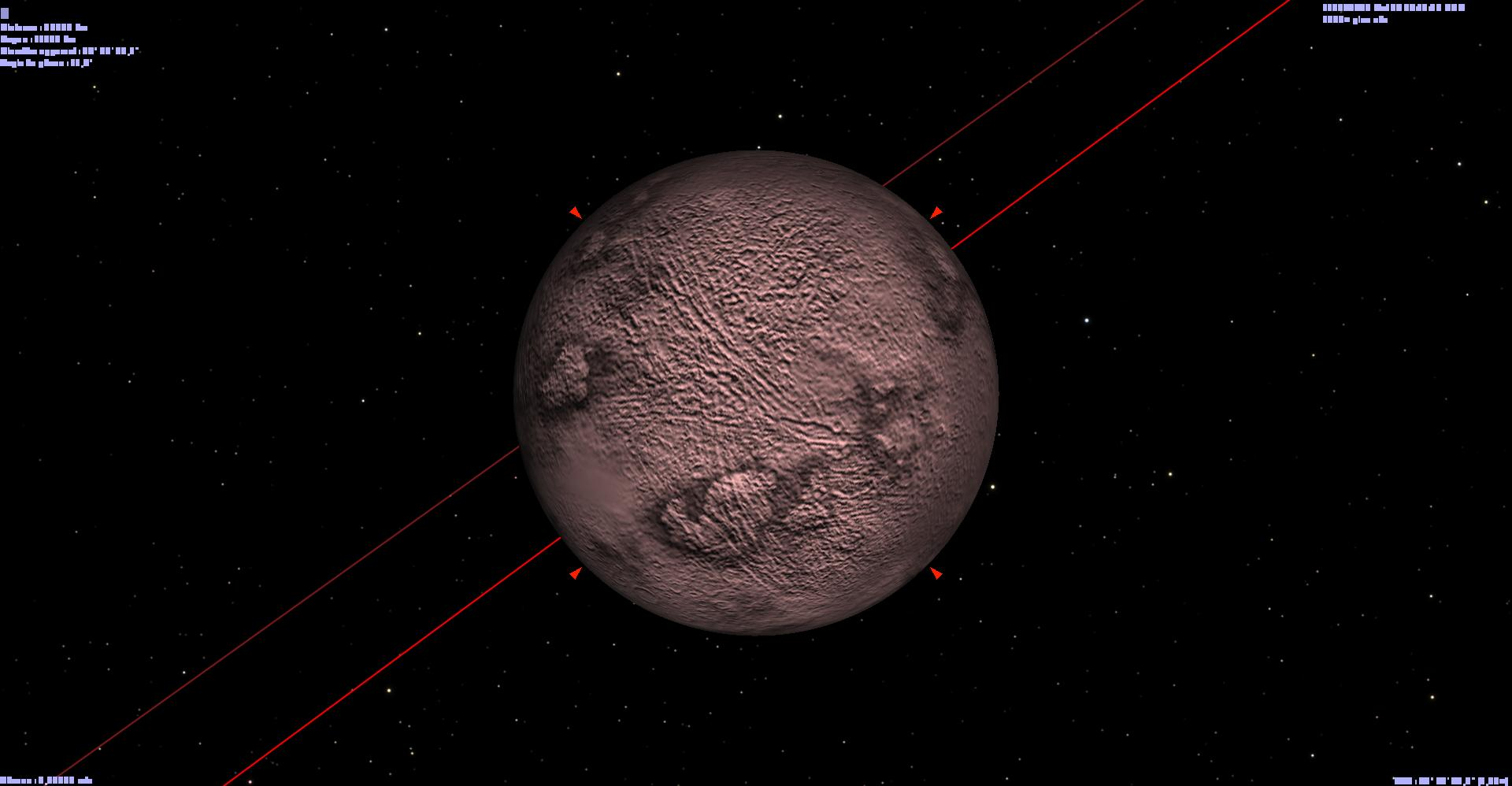

글리제 433 b 또는 HIP 56528 b는 물뱀자리 방향으로 지구로부터 약 29.5 광년 떨어진 곳에 있는 적색 왜성 글리제 433을 도는, 외계 행성이다. 이 행성의 최소 질량은 지구의 여섯 배 정도로 슈퍼 지구로 분류 가능하다. 모항성으로부터 약 0.056 천문단위 떨어져 돌고 있다. 다만 대부분의 외계 행성 후보들과 마찬가지로 글리제 433 b의 궤도경사각은 아직 밝혀지지 않았다. 따라서 정확한 경사각 값이 밝혀질 경우 실제 질량은 더 무거워질 수 있다. 2009년 10월 19일 Forveille 연구진이 시선 속도법을 이용하여 30개의 행성들을 대량으로 발견했는데, 글리제 433 b는 그 중 하나이다.

## 애칭
천문학자 Wladimir Lyra는 2009년 글리제 433의 애칭으로 스피오(Spio)를 제기했다.